# Nicholas Kaldor
Nicholas Kaldor, (ur. 12 maja 1908 w Budapeszcie, zm. 30 września 1986 w Papworth Everard) – jeden z czołowych ekonomistów z Cambridge okresu powojennego; z pochodzenia Węgier. W 1939 roku wraz z późniejszym laureatem Nagrody Nobla Johnem Hicksem opracował kryteria porównywania dobrobytu i mierzenia efektywności alokacji zasobów, które szerzej znane są jako efektywność Kaldora-Hicksa.
Kaldor kształcił się w Budapeszcie, Berlinie oraz w London School of Economics, gdzie ostatecznie został wykładowcą. Po odbyciu służby wojskowej w czasie II wojny światowej otrzymał wysokie stanowisko przy Europejskiej Komisji Gospodarczej. Do 1963 roku był również doradcą laburzystowskich rządów Wielkiej Brytanii oraz innych krajów, opracowując wstępne propozycje wprowadzenia podatku od wartości dodanej (w Polsce pod nazwą podatek od towarów i usług).
W 1966 roku został profesorem ekonomii na Uniwersytecie Cambridge. W 1974 Kaldorowi nadano szlachecki tytuł Barona Kaldor of Newnham.